# ブルーグラス

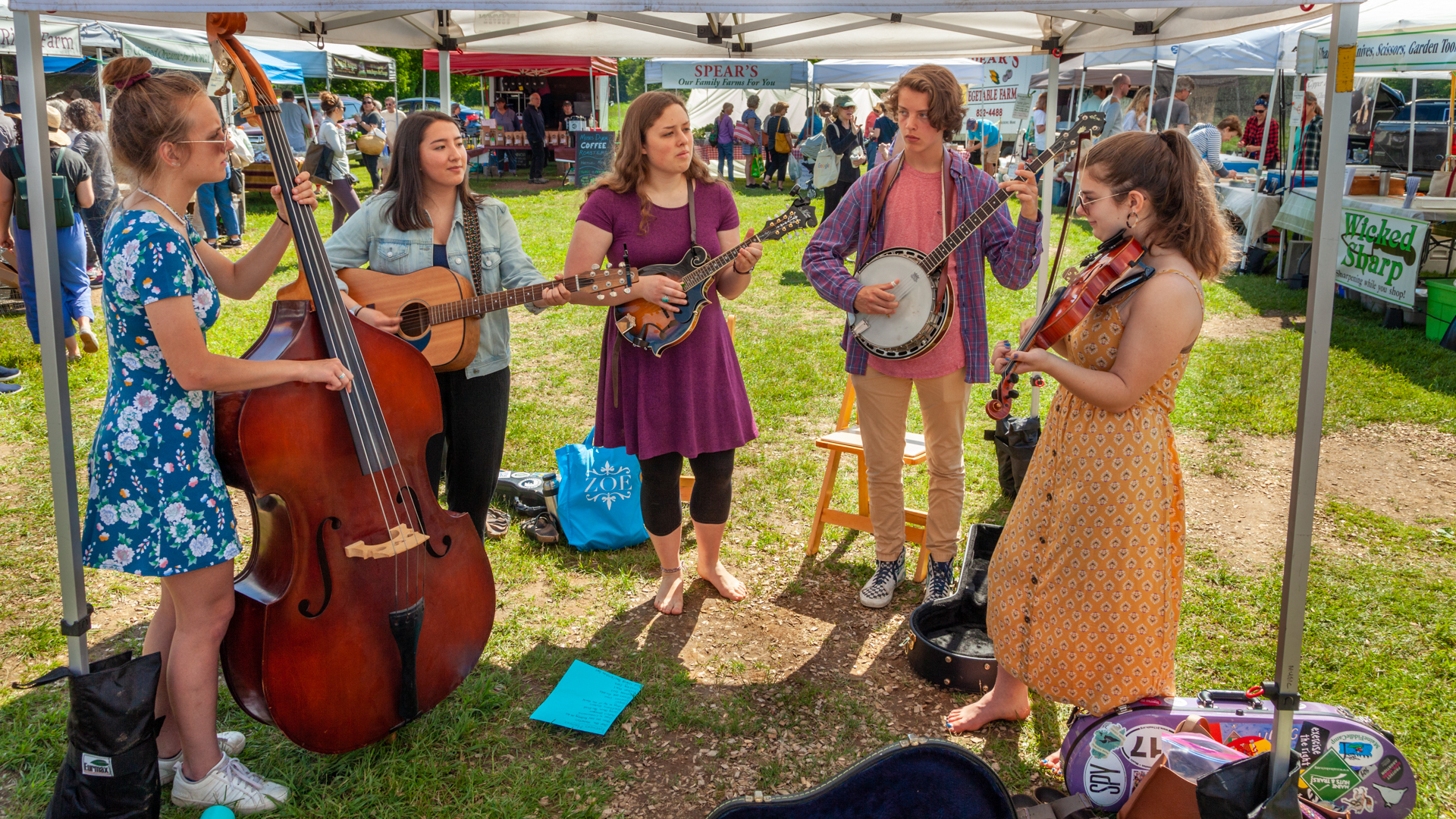
ブルーグラス・バンド

ブルーグラス（Bluegrass music）は、アコースティック音楽のジャンル。アメリカのアパラチア南部に入植したスコッチ・アイリッシュの伝承音楽をベースにして1945年ごろ、ビル・モンローのブルー・グラス・ボーイズにアール・スクラッグスが加わってから後に発展した。名称はこの地域に植生する牧草「Bluegrass」から来ている。

## 概要
演奏にはギター、フラットマンドリン、フィドル（ヴァイオリン）、5弦バンジョー、ドブロ（リゾネーター・ギター）、ウッドベースなどの楽器が主に使われる。
時代に応じたオリジナルを中心に、スコットランドやアイルランドの音楽を基にした伝承曲も多い。アップテンポの曲が多く、楽器には速弾きなどのアクロバティックなインプロヴァイズが求められ、「ハイロンサム」と呼ばれるブルース感を表現する唱法やハーモニーにも特徴がある。ビル・モンローのブルー・グラス・ボーイズは、初期ブルーグラスの有名グループだった。日本では、1967年のアメリカン・ニューシネマ『俺たちに明日はない』のテーマに使われたフラット＆スクラッグスの「フォギー・マウンテン・ブレイクダウン」がよく知られている。また、ラリー・マクネリー（マクニーリー）は、”バンジョーのジミヘン”とも呼ばれた。

## 歴史
1939年にビル・モンローはブルー・グラス・ボーイズを結成した。戦後、これにスタンレー・ブラザーズが続き、次第にブルーグラス・シーンが確立されていった。
1950年代には米国南部を中心としたカントリー市場に、1960年代はフォーク・リヴァイヴァルに認められて米国の都会やヨーロッパや日本のフォーク市場に、1970年代にはロックとの融合で野外音楽フェスティヴァルに迎えられた。80年代以降はアコースティック音楽の録音技術向上とともに、ジャズなどにも取り入れられる少数の例があらわれた。

21世紀にはプログレッシブ・ブルーグラスと呼ばれるジャンルが発展し、パンチ・ブラザーズ、ベアフットなどが活躍した。ブルーグラスの楽器技術やアンサンブルが認められ、ベラ・フレック（バンジョー）やクリス・シーリ（マンドリン）、マーク・オコナー（フィドル）やジェリー・ダグラス（ドブロ）など、数多くのアーティストを輩出している。アメリカでは、ルーツミュージックを中心にリリースしているラウンダー・レコードなどのレーベルからアルバムがリリースされている。

## 主なミュージシャン
- ビル・モンロー
- フラット＆スクラッグス
- アール・スクラッグス
- パンチ・ブラザーズ
- ラリー・マクネリー（マクニーリー）
- アリソン・クラウス
- ドク・ワトソン
- ジェリー・ダグラス
- エリック・ワイスバーグ
- スティーヴ・マンデル
- スタンリー・ブラザーズ
- フォギー・マウンテン・ボーイズ
- ベラ・フレック&フレックトーンズ
- トニー・ライス
- クリス・シーリ
- ジョージ・ハリス
- ドン・リグスビー
- トッド・フィリップス
- ジャック・ヒックス
- スリーピーマン

## 日本のシーン
1983年以来、日本唯一のブルーグラス月刊専門誌「ムーンシャイナー」が発行されている。
1970年代より、アマチュアミュージシャン、愛好家によりブルーグラス・フェスティバルが全国各地で開催されている。
- 宝塚ブルーグラスフェスティバル
- 箱根サンセットクリークブルーグラスフェスティバル
- ブルーグラス・キャンプ・イン・滋賀

## 日本のミュージシャン
- ザ・ナターシャー・セブン（木田高介、坂庭省悟、城田じゅんじ、高石ともや）
- 高田渡
- 石川鷹彦：バンジョー
- 高石ともや
- 木田高介
- 藤田恵美（Le Couple）
- ブルーグラス45[6]（ジョッシュ大塚(vo,g)、大塚章(m)、渡辺敏雄(bs)、李健華(g)、廖学誠(f)、渡辺三郎(bj)）
- 城田じゅんじ：バンジョー
- ジミー赤澤
- ブルーグラス☆ポリス
- 吉田悟士　バンジョー
- 青木研：バンジョー
- 藤原基央（BUMP OF CHICKEN）
- 齊藤ジョニー ギター
- 北村謙：バンジョー
- 原さとし：バンジョー
- 古川豪：バンジョー
- 尾崎ブラザーズ（尾崎恭・尾崎恒）
- 野崎廉 ドブロギター